# Charlesov zakon
Charlesov zakon, ili plinski zakon obujma, objavljen 1787. (Jacques Charles). On govori da je obujam V kod idealnog plina, kada je tlak konstantan, direktno srazmjeran (proporcionalan) apsolutnoj ili termodinamičkoj temperaturi T (u Kelvinima). Ako plinu povećavamo temperaturu, povećat će se i obujam. Matematički se taj zakon može opisati kao:
{\displaystyle V=k_{2}T\,}
gdje je: T - apsolutna ili termodinamička temperatura (K), V – obujam plina (m3) i k2 – konstanta (u m3/K).
Charlesov zakon se može matematički napisati i na drugi način:
{\displaystyle {\frac {V_{1}}{T_{1}}}={\frac {V_{2}}{T_{2}}}\qquad \mathrm {ili} \qquad {\frac {V_{2}}{V_{1}}}={\frac {T_{2}}{T_{1}}}\qquad \mathrm {ili} \qquad V_{1}T_{2}=V_{2}T_{1}}
Taj se plinski zakon (Charlesov zakon) ponekad pripisuje J. L. Gay-Lussacu, koji ga je prvi matematički opisao 1802. (Gay-Lussacov zakon).

## Gay-Lussacov zakon
Gay-Lussacov zakon kaže da uz konstantni tlak p: 
{\displaystyle {\frac {V}{T}}=konst.}
{\displaystyle V\sim T\qquad \qquad {\frac {V}{T}}={\text{konst.}}\qquad \qquad {\frac {V_{1}}{V_{2}}}={\frac {T_{1}}{T_{2}}}}
{\displaystyle V(T)=V_{0}\left(1+\gamma _{0}[T-T_{0}]\right)\qquad {\text{uz}}\qquad \gamma _{0}={\frac {1}{T_{0}}}={\frac {1}{273{,}15\ \mathrm {K} }}}

## Poveznice
- izohorni proces
- idealni plin
- apsolutna temperatura
- Jacques Charles
- toplinsko istezanje
- Boyle-Mariotteov zakon
- Gay-Lussacov zakon
- Daltonov zakon